# Hazard Boko
Hazard Boko, född 11 maj 2014, är en svensk varmblodig travhäst. Han tränas och körs av Per Lennartsson. Han ägs av Anders Bäcke från Hedemora.
Hazard Boko började tävla i augusti 2016 och tog sin första seger i första starten. Han har till februari 2022 sprungit in 2,8 miljoner kronor på 67 starter varav 14 segrar, 11 andraplatser och 11 tredjeplatser. Han tog karriärens hittills största seger i Gulddivisionens final (feb 2022). Han har även segrat i ett uttagningslopp till Sprintermästaren (2018) men galopperade i finalen. Han har kommit på andraplats i Europeiskt treåringschampionat (2017), på tredjeplats i Gulddivisionens final (mars 2021) samt på fjärdeplats i Korta E3 (2017).
Han var skadad under delar av 2021 och gjorde därför inga starter mellan juli och november 2021.